# 呼瑪口岸
呼瑪口岸（こま-こうがん、中国語: 呼玛口岸、ロシア語: Порт Хума）は中華人民共和国黒竜江省呼瑪県呼瑪鎮とロシア連邦アムール州シマノフスクの間に位置する出入国検査場。
1993年5月に国務院により国家一類口岸に指定された。

## 黒竜江省内における他の国境施設
- 密山口岸（黒竜江省・鶏西市(地級市)、密山市(県級市)）
- 虎林口岸（黒竜江省・鶏西市(地級市)、虎林市(県級市)）
- 黒河口岸（黒竜江省・黒河市(地級市)、愛輝区(市轄区)）
- 遜克口岸（黒竜江省・黒河市(地級市)、遜克県(市轄区)）
- 孫呉口岸（黒竜江省・黒河市(地級市)、孫呉県(市轄区)）
- 綏芬河口岸（黒竜江省・牡丹江市(地級市)、綏芬河市(県級市)）
- 東寧口岸（黒竜江省・牡丹江市(地級市)、東寧市(県級市)）
- 嘉蔭市口岸（中国語版）（黒竜江省・伊春市(地級市)、嘉蔭県(県級市)）
- 蘿北口岸（黒竜江省・牡丹江市(地級市)、東寧市(県級市)）
- 饒河口岸（黒竜江省・鶴崗市(地級市)、蘿北県(県級市)）
- 同江鉄路大橋（黒竜江省・ジャムス市(地級市)、同江市(県級市)）
- 黒河・ブラゴヴェシチェンスク大橋（黒竜江省・黒河市(地級市)）